# Deutsche Sprintmeisterschaften 2007
Die 11. Deutschen Sprintmeisterschaften im Rudern wurden am 6. und 7. Oktober 2007 auf dem Elfrather See in Krefeld-Uerdingen ausgetragen und vom Crefelder Ruder-Club 1883 sowie dem Regattaverein Niederrhein organisiert.
Wie im Vorjahr wurden Medaillen in zehn Bootsklassen vergeben, davon sechs bei den Männern, drei bei den Frauen und eine in der Mixed-Klasse. Die Rennen wurden über eine Distanz von 430 Metern ausgetragen.
Auch in diesem Jahr wurde ein Teil der Rennen nach Sonnenuntergang und bei Flutlicht ausgetragen. Beim Finalrennen im Achter kam es zu einer Kollision, wodurch das Schiedsgericht entscheiden und die Siegerehrung auf den Folgetag verschoben werden musste.

## Medaillengewinner

### Männer
| Bootsklasse            | Gold | Silber | Bronze |
| ---------------------- | --- | --- | --- |
| Einer                  | Florian Eberhardt (RV Esslingen) | Jan Jedamski (RV Weser Hameln) | Raanan Genah (Crefelder RC 1883) |
| Doppelzweier           | Wilhelmshavener RC von 1909 Darg Ingber Florian Maaß                                                                                               | RG Hansa Hamburg Ingo Tribian Wilm Steingröver | Flörsheimer RC 08 Martin Kraft Jörg Herzog |
| Zweier ohne Steuermann | RTHC Bayer Leverkusen Toni Seifert Gregor Hauffe                                                                                                   | RC Hamm von 1890 Jan Müller Falk Müller | RG Heidelberg 1898 Falk Hößler Jan Hößler |
| Doppelvierer           | RV Weser Hameln Roelof Bakker Lennart Hawranke Jan Jedamski Torben Jedamski                                                                        | RG Ghibellinia Waiblingen Andreas Schwab Jürgen Schwab Peter Abraham Jürgen Schmid                                                                    | Frankfurter RG Germania Christoph Stark Boris Hillen Wolf Bussian Marcel Hacker                                                                       |
| Vierer mit Steuermann  | Crefelder RC 1883 Sebastian Fürst Thorsten Hütz Dirk Marterer Lars Henning Kristin Heume (Stf.)                                                    | RV Weser Hameln Lennart Hawranke Torben Jedamski Fabian Schönhütte Michael Ruhe Anita Günter (Stf.)                                                   | Münsteraner Regattaverein Marc Rossmeier Niclas Crone Anders Sass Max Böntgen Ulrich Dreyer (Stm.)                                                    |
| Achter                 | Crefelder RC 1883 Sebastian Fürst Thorsten Hütz Dirk Marterer Lars Henning Jochen Urban Thorben Henning Larus Melka Marc Benger Stefan Lier (Stm.) | Frankfurter RG Germania Simon Eckhardt Steffen Held Wolfgang Walter Arne Simann Ivan Saric Johannes Hermes Hans Winter Slobodan Mögle Udo Kühn (Stm.) | Osnabrücker RV Felix Övermann Jan Altrup Andreas Schierke Robin Aden Jan Tebrügge Daniel Tusch Matthias Bergmann Andreas Tönnies Albert Kowert (Stm.) |

### Frauen
| Bootsklasse  | Gold                                                                       | Silber                                                                                   | Bronze                                                                                   |
| ------------ | -------------------------------------------------------------------------- | ---------------------------------------------------------------------------------------- | ---------------------------------------------------------------------------------------- |
| Einer        | Silke Günther (RG Wetzlar 1880)                                            | Jessica McAlear (Heidelberger RK 1872)                                                   | Claudia Schiwy (LRV Mecklenburg-Vorpommern)                                              |
| Doppelzweier | RV Saarbrücken Nina Wengert Anja Noske                                     | Frankfurter RG Germania Laura Brehler Kaja Brecht                                        | Osnabrücker RV Maren Stallkamp Katharina Harms                                           |
| Doppelvierer | RG Wetzlar 1880 Martina Bösch Mareike Adams Stephanie Primus Silke Günther | Heidelberger RK 1872 Marieke Neubauer Kathleen Rodewald Jessica McAlear Katharina Fricke | Ludwigshafener RV von 1878 Sandra Schnitzer Evelyn Siegert Anja Hannöver Andrea Klapheck |

### Mixed
| Bootsklasse  | Gold                                                                       | Silber                                                             | Bronze                                                                              |
| ------------ | -------------------------------------------------------------------------- | ------------------------------------------------------------------ | ----------------------------------------------------------------------------------- |
| Doppelvierer | Frankfurter RG Germania Laura Brehler Ivan Saric Marcel Hacker Kaja Brecht | RV Saarbrücken Nina Wengert Anja Noske Jochen Kühner Martin Kühner | RK am Baldeneysee Essen Ulrike Denker Laura Farwick Ulrich Viefers Gordon Grundmann |